# إيغور بوغدانوفيتش
إيغور بوغدانوفيتش (بالصربية: Игор Богдановић)‏ هو لاعب كرة قدم صربي في مركز الهجوم، ولد في 25 سبتمبر 1974 في نوفي ساد في صربيا. شارك مع منتخب صربيا والجبل الأسود لكرة القدم. أما مع النوادي، فقد لعب مع النجم الأحمر بلغراد وغنتشلربيرليغي وغيور تورنا أوزتالي ونادي بودابست هونفيد ونادي دبرتسني ونادي فويفودينا ونادي ليتكس لوفتش.

## وصلات خارجية
- إيغور بوغدانوفيتش على موقع اتحاد تركيا (لاعب) (الإنجليزية)
- إيغور بوغدانوفيتش على موقع قاعدة بيانات كرة القدم.إي يو (الإنجليزية)
- إيغور بوغدانوفيتش على موقع ناشيونال فوتبول تيمز (الإنجليزية)
- إيغور بوغدانوفيتش على موقع Soccerbase.com (لاعب) (الإنجليزية)
- إيغور بوغدانوفيتش على موقع عالم كرة القدم.نت (الإنجليزية)